# Euploea hypanis
Euploea hypanis är en fjärilsart som beskrevs av Hans Fruhstorfer 1910. Euploea hypanis ingår i släktet Euploea och familjen praktfjärilar. Inga underarter finns listade i Catalogue of Life.